# Karfreitagsei

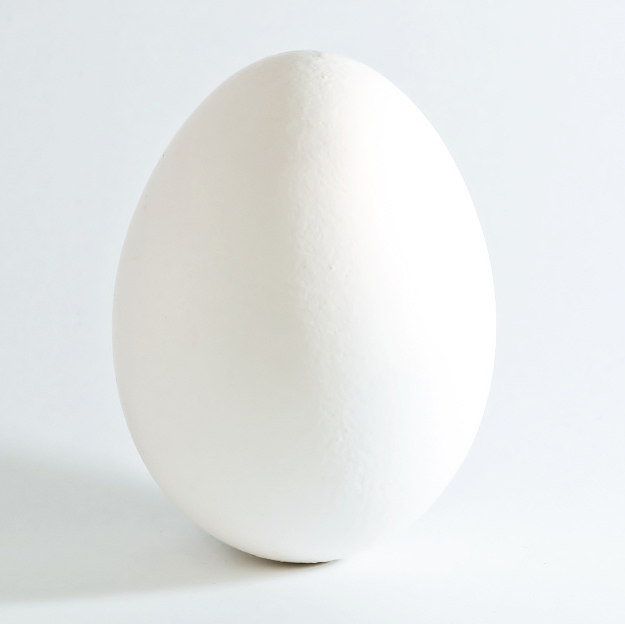
Hühnerei

Das Karfreitagsei und dessen Bedeutung gehört in den Bereich des Brauchtums, des Aberglaubens und der Magie. Hühnereiern, die am Gründonnerstag und Karfreitag gelegt worden sind, werden magische Kräfte nachgesagt. In einigen Teilen Europas (Deutschland, Frankreich, der Schweiz und Österreich) wird der Brauch der Karfreitagseier gepflegt. 

## Magische Kräfte
Schon die alten Völker der Ägypter, Perser und Chinesen sollen gesegnete Eier für das Haus ausgelegt haben. Bemalte Eier als Grabbeigabe sind auch aus der europäischen Antike bekannt. Hieraus entstand neben dem Osterei das Karfreitagsei, es darf der Überlieferung nach weder bemalt noch verziert werden. Ihm wird zugeschrieben, dass es nicht verfault, sondern nur innerlich vertrocknet. Regional ist der Glaube an eine Magie erhalten geblieben. Zur Bewahrung der Gesundheit ging man zu den Eierfrauen und bat sie um ein Karfreitagsei. Die Männer tranken dieses sofort aus, um ihre Arbeitskraft zu bewahren. Gekocht wurden die Eier gegen Krankheit, zu Ostern, in jeder Familie verzehrt.

## Brauchtum
Dem magischen Ei werden mehrere Eigenschaften zugesprochen, so sollen sie Haus und Hof schützen. Wenn sie an einem Hang vergraben werden, sollen sie das Abrutschen des Hanges vermeiden. Sie werden aber auch um Äcker, Felder und Wiesen getragen, um einen guten Ernteertrag zu erhalten. Weiterhin werden sie an Tiere verfüttert, um sie vor Krankheiten zu schützen. Insgesamt soll das Karfreitagsei, da es nie schlecht werden soll, Segen für Mensch und Haus bringen. 

### Österreich
In weiten Gebieten Vorarlbergs werden die Gründonnerstagseier, denen ähnliche Wirkung wie den Karfreitagseiern zugesprochen wird, auch als „Antlasseier“ bezeichnet. So heißt es zum Beispiel in der Überlieferung: 

„Der Brauch, geht zurück auf die Zeit, als die Bauern am Gründonnerstag ihren Grundherren Steuern in Form von Eiern bezahlen mussten; "Antlasseier" (von Ablass), so nannte man sie, wurden rot gefärbt als Hinweis auf das Blut Christi, das von Schuld freispricht; die Schulden waren getilgt. Antlasseier bleiben weiß und werden mit einem D (für Donnerstag) gekennzeichnet. Diese am Gründonnerstag gelegten Eier wurden/werden aufgehoben für die Speisenweihe (Speisensegnung).“

Auch den Antlasseiern werden beschützende Kräfte zugesprochen, sie gelten auch als Heil- und Glücksbringer.

### Frankreich
Im Norden Frankreichs, der Bretagne, gehört es zum Osterbrauch, den Schulanfängern das Alphabet auf einen Zettel zu schreiben, dieser wurde dann mit einem Karfreitagsei zerrührt und zum Verzehr gereicht. Hiermit, so der „Aberglaube“, sollten die jungen Schüler besser schreiben und lesen lernen.

### Deutschland
Früher war es auch in Teilen Deutschlands üblich, Schulanfängern das ABC aufzuschreiben, es zu zerkleinern und mit ihrem Karfreitagsei zusammen zu servieren. Am Karfreitag war es üblich, Hühnereier zu setzen, um mehr Küken zu bekommen. Ferner wurden Antlass- oder Karfreitagsier in den Kamin gelegt, die gegen Blitz und Feuerbrand schützen sollten; ebenfalls gegen Feuer legte man Karfreitagseier in Dachrinnen aus.

### Schweiz
Auch in der Schweiz werden in Teilen der Urner Alpen den Karfreitagseiern besondere Eigenschaften zugemessen. In Haus und Stall deponiert schützen sie im Volksglauben durch das Jahr vor Krankheiten und Seuchen und ziehen das Fieber an.